# End Game
End Game is een nummer van de Amerikaanse zangeres Taylor Swift uit 2017, in samenwerking met de Britse muzikant Ed Sheeran en de Amerikaanse rapper Future. Het is de vijfde single van Swifts zesde studioalbum Reputation.
Het was de tweede keer dat Swift en Sheeran samenwerkten; vier jaar eerder deden ze dat ook al eens met "Everything Has Changed". "End Game" werd in een paar landen een hitje. Het tegen de hiphop aanliggende nummer haalde in de Amerikaanse Billboard Hot 100 een bescheiden 18e positie. In Nederland moest het nummer het echter met een 10e positie in de Tipparade doen, terwijl het in Vlaanderen de 8e positie in de Tipparade bereikte.